# Graeme Thomas
Graeme E Thomas (Preston, 8 novembre 1988) è un canottiere britannico, vicecampione nel quattro di coppia ai Campionati del mondo di Amsterdam 2014 e Sarasota 2017.

## Biografia
Ai Campionati del mondo di Chungju 2013 ha vinto la medaglia di bronzo nel quattro di coppia con i connazionali Sam Townsend, Charles Cousins e Peter Lambert, completando la gara dietro agli equipaggi di Croazia e Germania.
Ai mondiali di Amsterdam 2014 ha vinto l'argento con gli stessi compagni, terminando alle spalle dell'imbarcazione ucraina di Dmytro Mikhay, Artem Morozov, Oleksandr Nadtoka e Ivan Dovhodko.
Ai Campionati del mondo di Sarasota 2017 ha vinto la medaglia d'argento nel quattro di coppia con Jack Beaumont, Jonathan Walton e John Collins.
Agli europei di Varese 2021, con John Collins, ha vinto la medaglia d'argento nel due di coppia, terminando alle spalle dei francesi Hugo Boucheron e Matthieu Androdias e degli olandesi Melvin Twellaar e Stef Broenink.

## Palmarès
- Mondiali

Chungju 2013: bronzo nel quattro di coppia;
Amsterdam 2014: argento nel quattro di coppia;
Sarasota 2017: argento nel quattro di coppia;
- Europei

Belgrado 2014: bronzo nel quattro di coppia;
Poznań 2015: argento nel quattro di coppia;
Varese 2021: bronzo nel due di coppia;